# 昭懐皇后
昭懐皇后（しょうかいこうごう）は、北宋の哲宗の皇后。姓は劉氏。諱は不詳。

## 生涯
劉安成と妾の王氏の娘。初め、哲宗の侍女を務めた。仕事が抜群に優れ、聡明だが短気で自由奔放な性格を見せ、後宮で最も美しい侍女であったという。
宣仁太后が崩ずると、平昌郡君に封ぜられた。紹聖2年（1095年）5月、美人に進んだ。同年10月、婕妤に進封された。女子を1人産んだ。哲宗は劉氏を深く寵愛し、宣仁太后から選ばれた正妻の孟皇后と劉氏の間で多くの確執が生じた。劉氏は孟皇后を軽侮し、側室の礼をとらなかった。紹聖3年（1096年）に掖庭の獄が起こり、9月29日に孟氏は呪詛と媚薬使用と病原投与の罪で廃された。
その後、劉氏は婉儀（従一品嬪）に進み、紹聖4年（1097年）に女子（純美帝姫）を産んて賢妃にいたった。2年後、男子（趙茂）を産んで皇后となった。しかしその2カ月後、それら2人の子供は相次いで夭折した。哲宗は悲嘆のあまり自身も健康を害し、3カ月後の元符3年（1100年）正月に崩じた。
哲宗の崩御後まもなく、嫡姑（神宗の正妻で、哲宗の嫡母）の皇太后向氏によって劉氏は廃されそうになったが、徽宗の取りなしにより免れた。一方で、向氏によって孟氏が皇宮に召還され、皇后に復されて元祐皇后を称し、劉氏より高い待遇を受けた。その後、殺害された卓氏が趙茂の実母であったと噂された。同年5月、劉皇后は激怒して上奏文で自身の潔白を公表し、公開審判を請求した。翌崇寧元年（1101年）、徽宗により劉皇后の名誉が回復された。翌年、孟氏が再び廃された。劉氏は太后と尊称され、「崇恩」の徽号が贈られた。
政和3年（1113年）2月、劉氏は急死した。「懐」と諡され、哲宗の永泰陵に合葬された。死因について、下人に迫られて自ら縊死したと伝わる。外臣と密通し、垂簾政治を望んだと言って、徽宗は太后劉氏の廃位を準備したが、腹心らの献策により自死という結果になったというものである。

## 逸話
- 紹聖2年（1097年）9月、哲宗が祭壇で祭祀を執り行った際、劉氏（当時は美人）が哲宗の側に侍奉した。本来は皇帝以外の者はみな離れて仰ぎ見るべきところであり、常安民が諫めたが、哲宗はその言に腹を立てた。翌月、劉氏は婕妤に上った。
- 紹聖3年（1098年）、后妃は景霊宮（先帝たちの霊位）に詣でた。孟皇后は勤めを終えて着席すると、他の妃嬪たちは側に立っていたが、劉婕妤は皇后に背を向けて御簾の下に立っていた。孟皇后の侍女の陳迎児が退くように言ったが、劉婕妤はまるで意に介さなかった。その後、哲宗は陳迎児を杖罪に処して追い出した。
- 北宋の時代、翰林学士たちは皇帝・皇后・妃嬪に「新春貼子」（年賀詩）を献じた。元符2年（1099年）新春、蔡京は劉賢妃のため詩を作り、「三十六宮人第一、玉楼深処夢熊羆」と詠った。

## 子女
- 1人の女子[7]
- 懿寧公主（純美帝姫）
- 皇子（趙茂）

## 伝記資料
- 『宋会要輯稿』
- 『皇宋十朝綱要』
- 『続資治通鑑長編』